# رسلمانیا ۳۴
رِسِلمانیا ۳۴ (به انگلیسی: WrestleMania 34) سی و چهارمین دوره از رویداد غیر رایگان (Pay-Per-View) رسلمانیا می‌باشد که توسط کمپانی دبلیودبلیوئی برای هردو برَند راو و اسمک‌دَون تهیه می‌شود و این دوره اش هم در ۸ آوریل ۲۰۱۸ در مجموعه ورزشی مرسدس-بنز سوپردوم شهر نوآرلینز ایالت لوییزیانا برگزار شد.

## زمینه سازی
رسلمانیا به عنوان بهترین رویداد سالانه دبلیودبلیوئی و نماد این کمپانی معرفی می‌شود؛ چرا که قدیمیترین و دارای بیشترین تعداد برگزاری در تاریخ کشتی حرفه‌ای و در دبلیودبلیوئی از نظر اهمیت برابر سوپر بول در ورزش لیگ فوتبال ملی در کشور آمریکا است.
این رویداد شامل مسابقاتی بین دشمنی‌های موجود، ماجراهای پیش آمده و داستان‌هایی خواهد بود که پیش از این در برنامه‌های راو یا اسمک داون پخش شده بود. کشتی‌گیرها با توجه به مسابقات یا سری اتفاقاتی که برایشان رخ می‌دهد، تنش را به حد اکثر می‌رساند و نقش منفی یا قهرمان به خود می‌گیرند.
بعد از سال ۲۰۱۴ این دومین بار است که رسلمانیا در لوییزیانا برگزار می‌شود و همچنین دومین رسلمانیا در ورزشگاه مرسدس-بنز سوپردوم خواهد بود. بلیط‌ها در روز هفدهم نوامبر ۲۰۱۷ برای فروش گذاشته شدند؛ بلیط‌های تک نفره با قیمتی بین ۳۵ تا ۲٬۰۰۰ دلار به فروش رسیدند. در ۳۰ اکتبر ۲۰۱۷ بسته‌های مسافرتی ویژه جهت تعیین محل اقامت با قیمتی بین ۱٬۱۵۰ تا ۸٬۵۲۵ دلار برای هر نفر به صورت مجزا فروخته شد.
برای آغاز این رسلمانیا، قرار شد گروه دو نفره کلویی x هالی ، سرود America the Beautiful را اجرا کنند.
در رویال رامبل، ای‌جی استایلز مقابل کوین اوونز و سمی زین طی یک مسابقه دو به تک با آوانس به پیروزی رسید تا کمربند دبلیودبلیوئی خود را حفظ کند. بعدتر در همان شب شینسکه ناکامورا با بیرون انداختن آخرین نفر یعنی رومن رینز، برنده مسابقه رویال رامبل مردان شد. بعد از مسابقه، وقتی گزارشگر از او سؤال کرد که مسابقه بر سر کدام یک از کمربندهای دبلیودبلیوئی یا یونیورسال را می‌خواهد، او با گفتن نام ای‌جی استایلز اعلام کرد که مسابقه برای کمربند دبلیودبلیوئی را می‌خواهد و اینکه در اسمک‌داون خواهد ماند. رقیب ناکامورا ممکن بود تغییر کند؛ در اسمک‌داون ۳۰ ژانویه، کوین اوونز و سمی زین قرار شد در برنامه هفته بعدتر، با یکدیگر برای تعیین رقیب استایلز در فست‌لین مسابقه دهند، با این حال با دخالت استایلز، این مسابقه به سلب صلاحیت دوطرفه ختم شد. در آن زمان قرار بود هر دوی آن‌ها در این رویداد طی یک مسابقه تریپل ترت مقابل استایلز قرار گیرند. البته این مسابقه به مسابقه‌ای از نوع مرگبار چهارجانبه تبدیل و قرار شد که چهارمین نفر از نتیجه مسابقه بین دالف زیگلر و بارون کوربین انتخاب شود. سپس در اسمک‌داون ۱۳ فوریه، این مسابقه باز هم دچار تغییر شد و تبدیل به یک مسابقه مرگبار پنج‌جانبه شد؛ چرا که بارون کوربین و دالف زیگلر به ترتیب بر کوین اونز و سمی زین غلبه کردند و به آن مسابقه اضافه شدند. در اسمک‌داون ۲۷ فوریه، جان سینا که یک ورزشکار آزاد(Free Agent) بود و می‌توانست به هردو برَند برود، طی یک مسابقه بدون عنوان مقابل قهرمان کمربند دبلیودبلیوئی یعنی ای‌جی‌استایلز به پیروزی رسید تا به مسابقه اصلی رویداد فست‌لین اضافه شود و این مسابقه به یک مسابقه شش نفره یا سیکس پک تبدیل شود. سرانجام در فست‌لین، استایلز از کمربند خود با موفقیت دفاع کرد تا مسابقه‌اش با ناکامورا در رسلمانیا قطعی شود. در اسمک‌داون پس از فست‌لین، استایلز و ناکامورا برنامه را آغاز کردند و گفتند که به همدیگر احترام می‌گذارند، ولی ناکامورا قول داد در رسلمانیا حرکت تمام‌کننده خود یعنی کینشاسا را به استایلز بزند و قهرمان دبلیودبلیوئی شود و رؤیای خود را برآورده سازد. ناگهان روسِف که در فست‌لین به ناکامورا باخته بود به همراه ایدن اینگلیش وارد شد تا با استایلز مسابقه‌ای تک نفره برگزار کند. این مسابقه با دخالت اینگلیش با سلب صلاحیت به پایان رسید و سپس اینگلیش و روسف به استایلز حمله کردند ولی ناکامورا استایلز را نجات داد و به روسف حرکت تمام کننده خود یعنی کینشاسا زد.
همچنین در رویال رامبل، آسکا با بیرون انداختن آخرین نفر یعنی نیکی بِلا، پیروز اولین مسابقه رویال رامبل تاریخ زنان شد؛ بنابراین آسکا این حق را به دست آورد که از بین دو مسابقه کمربند زنان راو یا کمربند زنان اسمک‌داون برای رسلمانیا، یکی را انتخاب کند. بعد از پایان مسابقه و قبل از اینکه او بخواهد تصمیمش را اعلام کند، با ورود ناگهانی ستاره سابق یواف‌سی یعنی راندا رَوزی مواجه شد که به‌نوعی رسماً حضور خود در دبلیودبلیوئی را تأیید کرد. شب بعد در راو، مدیر راو یعنی استفنی مک‌ماهون آسکا را راضی کرد که تا پایان رویداد الیمینیشن چمبر برای انتخاب مسابقه کمربند مورد نظرش صبر کند، چون قهرمان کمربند زنان راو الکسا بلیس قرار بود در اولین مسابقه الیمینیشن چمبر تاریخ زنان از کمربندش دفاع کند. در الیمینیشن چمبر، بلیس از کمربندش دفاع کرد و آسکا هم با شکست نایا جکس، هم نوار پیروزی‌های خود را حفظ کرد و هم از اضافه شدن جکس به مسابقه خودش برای کمربند زنان در رسلمانیا جلوگیری کرد. بلیس سعی کرد به جکس دلداری دهد و گفت که او سزاوار یک مسابقه برای قهرمانی کمربند زنان است. قهرمان کمربند زنان اسمک‌داون یعنی شارلوت، قرار بود در فست‌لین از کمربند خود مقابل روبی رایت دفاع کند که او موفق به این کار شد؛ ناگهان آسکا پس از مسابقه وارد شد و به شارلوت نشان رسلمانیا را نشان داد تا اعلام کند که قصد دارد در این رویداد با شارلوت و برای کمربند زنان اسمک‌داون مبارزه کند. شب بعد آسکا در راو ۱۲ مارس حضور یافت تا علت انتخابش را بگوید که بلیس و میکی جیمز وارد شدند و گفتند که علتش این است که آسکا از بلیس می‌ترسد؛ ولی آسکا گفت که علت انتخابش این بود که او به دنبال مبارزه با بهترین قهرمان زن است و آن، شارلوت است، نَه بلیس؛ سپس بلیس و جیمز به آسکا حمله کردند و بعد از آن، آسکا طی مسابقه‌ای، جیمز را شکست داد. در هنگام مسابقه نایا جکس در راو همان شب، بلیس و جیمز در رختکن با هم دربارهٔ جکس صحبت می‌کردند، غافل از اینکه صدا و تصویرشان از طریق نمایشگر ورزشگاه شنیده و دیده می‌شد؛ بلیس می‌گفت که او فقط از نایا استفاده کرده و همچنین گفت که او همانقدر که «گنده» است احمق هم هست؛ نایا با شنیدن این حرف‌ها بشدت ناراحت و عصبانی شد. هفته بعد در راو، بلیس یک عذرخواهی دروغین کرد و سپس به تمسخر جکس ادامه داد تا اینکه جکس وارد شد و او را تا پشت صحنه دنبال کرد. بلیس که از این اتفاق عصبی شده بود به انگِل اعتراض کرد ولی انگِل اعلام کرد که او باید از کمریندش در رسلمانیا مقابل نایا جکس دفاع کند. همچنین آسکا در اسمک‌داون با فلِر رودررو شد و فلر قول داد که در رسلمانیا به نوارشکست‌ناپذیری او پایان خواهد داد. آسکا هم توضیح داد که علت انتخاب فلِر این بوده که او (آسکا) به دنبال یک مبارزه سخت است.
از آنجاییکه شینسکه ناکامورا پس از پیروزی‌اش در رویال رامبل، تصمیم به انتخاب مسابقه کمربند دبلیودبلیوئی در رسلمانیا و به‌دنبال آن، ماندن در اسمک‌داون گرفت، براک لزنر هم که در همان شب طی یک مسابقه تریپل ترت از کمربند یونیورسال دبلیودبلیوئی خود مقابل براون استرومن و کین دفاع کرده بود، برای رسلمانیا بدون رقیب ماند. در پاسخ به این ابهام، جنرال منیجر راو یعنی کرت انگل برای تعیین رقیب لزنر در رسلمانیا، ترتیب یک مسابقه الیمینیشن چمبر را برای رویداد الیمینیشن چمبر داد. استرومن، الایِس، جان سینا، رومن رینز، فین بَلر، د میز و سث رالینز هرکدام در مسابقات خود باری رسیدن به این مسابقه پیروز شدند و نام خود را برای این مسابقه ثبت کردند تا الیمینیشن چمبر برای اولین بار در تاریخ به‌صورت هفت نفره برگزار شود. در این رویداد، رومن رینز با پیروزی بر رقبا، موفق شد مسابقه خود را با لزنر برای رسلمانیا ثبت کند. لزنر و هیمن که حضورشان برای راو ۲۶ فوریه تبلیغ شده بود، در این برنامه حضور پیدا نکردند. رینز اما وارد رینگ شد و گفت که لزنر لایق کمربندش نیست و آن را به او داده‌اند، و او پشت قراردادش قایم شده و هروقت دلش خواست، حاضر می‌شود. رینز او را ترسو خواند و گفت برای او کوچکترین احترامی قایل نیست چون او به دبلیودبلیوئی و مردم و به هیچ‌یک از ورزشکاران دبلیودبلیوئی احترام نمی‌گذارد. رینز گفت که لزنر را در رسلمانیا شکست می‌دهد و قهرمان جدید کمربند یونیورسال دبلیودبلیوئی می‌شود.پل هیمن در راو هفته بعد گفت که لزنر در رسلمانیا کمربندش را حفظ می‌کند و در سامِراِسلَم هم به‌طور هم‌زمان قهرمان کمربند یونیورسال و کمربند سنگین‌وزن یواف‌سی خواهد بود، و به‌نوعی این گمان را به‌وجود آورد که لزنر بازگشت دیگری به یواف‌سی خواهد داشت. او همچنین گفت که لزنر در راو هفته بعد حاضر خواهد شد. رینز سپس وارد شد و به هیمن هشدار داد که لزنر بهتر است برای یک مبارزه حاضر شود و نه فقط برای یک پرومو. با این وجود، لزنر باز هم در این قسمت هم حضور نیافت. رینز عصبانیت خود را در رینگ به انگِل گفت و سپس به پشت صحنه رفت و از رئیس دبلیودبلیوئی یعنی مِستر مک‌ماهون خواستار جوابی قانع‌کننده شد. کمی بعدتر، مک‌ماهون در مصاحبه با رنه یانگ گفت که رینز بخاطر بی‌احترامی به او موقتاً تعلیق شده‌است و همچنین قول داد که لزنر در هفته بعد راو حاضر خواهد شد. رینز با وجود تعلیق شدن، در هفته بعد راو حضور یافت و باعث شد تا انگل مجبور شود از نیروهای مارشال بخواهد تا او را با دستبند از ورزشگاه خارج کنند؛ رینز که دستبند به دست داشت، به آن‌ها حمله کرد و آن‌ها را نقش بر زمین کرد، ولی ناگهان لزنر وارد شد و از این فرصت استفاده کرد و به طرز وحشیانه‌ای با صندلی به او ضربات متعددی وارد کرد و همچنین چندین جرمن سوپلِکس و یک F5 به او زد. در نهایت تیم پزشکی، رینز را روی برانکارد گذاشتند و از ورزشگاه خارج کردند. در راو هفته بعدش هم، لزنر دوباره به‌طرز وحشیانه‌ای با پلکان فولادی به رینز حمله کرد و پس از آن هم با F5، او را روی پلکان کوبید.

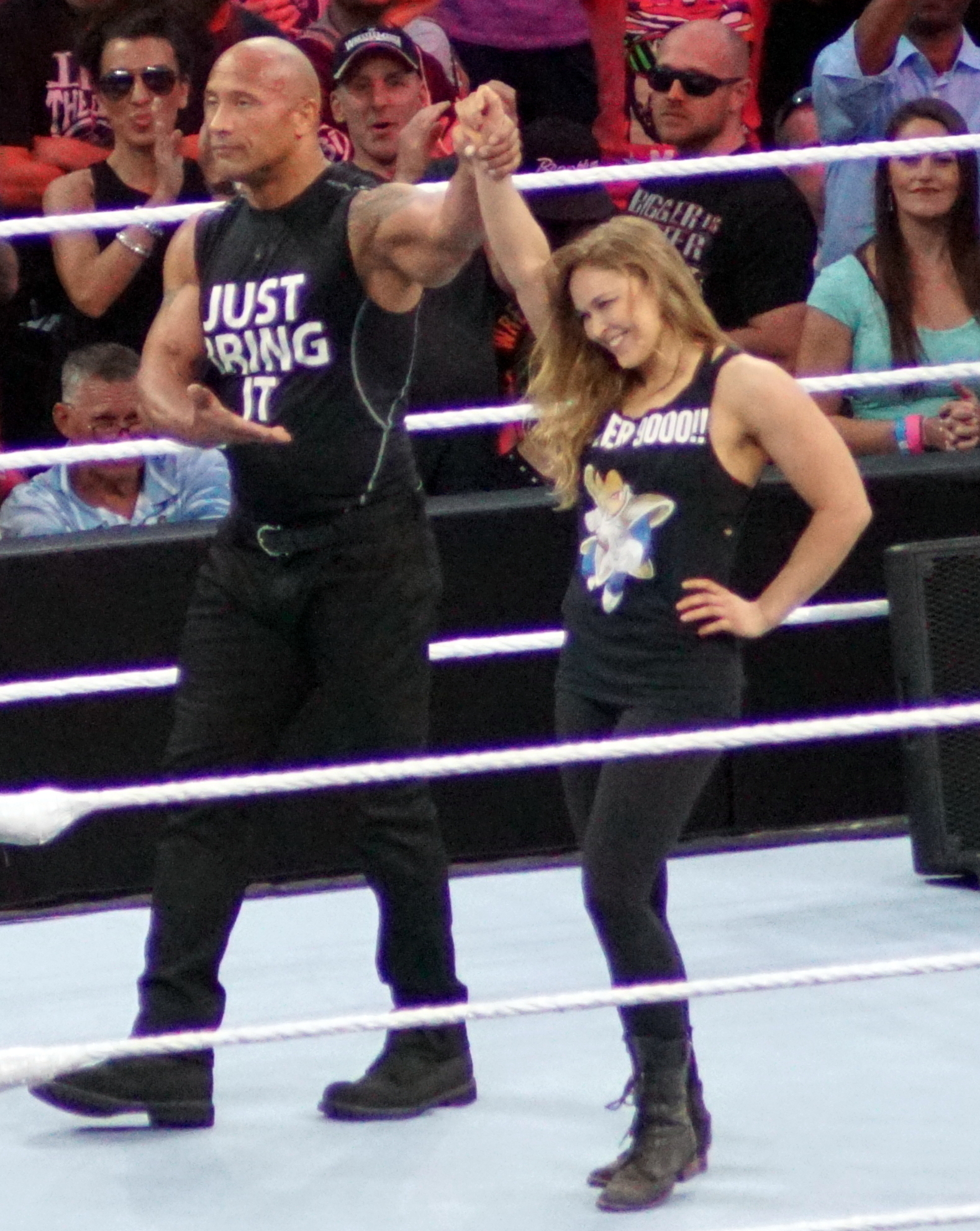
روندا رزی و د راک در رسلمانیا ۳۱ بعد از حمله به استفانی مک‌من و تریپل اچ، حال در رسلمانیا ۳۴ به دلیل اینکه کرت انگل در سروایور سریز ۲۰۱۷ حضور یافت و درگیری با تریپل اچ داشت، به جای د راک در این مسابقه حضور خواهد داشد.

همان‌طور که اشاره شد، در رویال رامبل، آسکا پیروز اولین مسابقه رویال رامبل تاریخ زنان شد و باید از بین دو مسابقه کمربند زنان راو یا کمربند زنان اسمک‌داون برای رسلمانیا، یکی را انتخاب می‌کرد. بعد از پایان مسابقه و قبل از اینکه او بخواهد تصمیمش را اعلام کند، با ورود ناگهانی ستاره سابق یواف‌سی یعنی راندا رَوزی مواجه شد. بعدتر اعلام شد که او قرارداد راو خود را در رویداد الیمینیشن چمبر امضا خواهد کرد. در این رویداد، جنرال منیجر راو یعنی کرت انگل، نایب رئیس دبلیودبلیوئی یعنی تریپل اچ و همچنین مدیر راو یعنی استفنی مک‌ماهون او را معرفی کردند تا او وارد رینگ شود. قبل ار اینکه او قراردادش را امضا کند، تریپل اچ گفت که رَوزی هیچ امتیاز خاصی را در قرارداد خود درخواست نکرده ولی او حتماً یک مسابقه در رسلمانیا ۳۴ خواهد داشت. ناگهان کرت انگل، اتفاقی که بین رَوزی، تریپل اچ، استفنی و د راک در رسلمانیا ۳۱ افتاد را پیش کشید و گفت که تریپل اج و استفنی برای سه سال منتظر این لحظه بودند تا «مالک» رَوزی شوند و او را بازی دهند. تریپل اچ و استفنی سعی کردند که قضیه را ختم به‌خیر کنند ولی انگل گفت که استفنی گفته که رَوزی دیگر دوره‌اش تمام شده و حالا حتی او (استفنی) هم می‌تواند رَوزی را شکست دهد. رَوزی سپس تریپل اچ را به درون میز قرارداد کوبید و استفنی به او یک سیلی زد و به‌سرعت از رینگ خارج شد. بعد از آن رَوزی قراردادش را امضا کرد. شب بعد در راو، هر چهار نفر در رینگ حاضر شدند تا مسئله حل شود، انگل گفت که به شغلش نیاز دارد پس می‌گوید که شب قبل دروغ گفته بود؛ سپس استفنی از انگل تشکر کرد و با تریپل اچ در حال رفتن بود که رَوزی گفت که همه چیز حل شده به‌غیر از سیلی‌ای که استفنی به او زده و اینکه او باید عذرخواهی کند. استفنی که ترسیده بود، عذرخواهی کرد. ناگهان تریپل اچ به انگل مشت زد و او را نقش بر زمین کرد و با استفنی از رینگ خارج شد. در راو پنجم مارس، استفنی به رَوزی گفت که می‌تواند رقیبی برای خودش از بین ورزشکاران زن فعال کمپانی انتخاب کند، به غیر از قهرمان؛ که رَوزی استفنی را انتخاب کرد. استفنی سعی کرد که بگوید او عضو مدیران است نه ورزشکاران ولی انگل آشکار کرد که استفنی قرارداد دومی هم مبنی بر ورزشکار بودن و کشتی گرفتن دارد. سپس انگل همچنین به تریپل اچ یادآور شد که در سراویور سریز به او هشدار داده بود که اگر تریپل اچ یک بار دیگر به او حمله کند، او برای انتقام دنبال تریپل اچ خواهد آمد. او گفت تریپل اچ هم یک قرارداد دوم برای کشتی گرفتن دارد، و بنابراین در رسلمانیا، تریپل اچ و استفنی مقابل راندا و خود انگل مسابقه خواهند داد که این مسابقه از نوع تگ تیم ترکیبی خواهد بود.
د میز، قهرمان کمربند بین قاره‌ای پس از ناکامی در مسابقه الیمینیشن چمبر در رویداد الیمینیشن چمبر برای تعیین رقیب شماره ۱ قهرمان یونیورسال دبلیودبلیوئی در رسلمانیا ۳۴، در راو ادعا کرد که او باید در رسلمانیا در مسابقه اصلی باشد چرا که او ارزش کمربند بین قاره‌ای را از کمربند یونیورسال هم بیشتر کرده؛ او همچنین اعلام کرد که جنرال منیجر راو کِرت انگِل به او گفته که رقیبش در آن شب از راو ممکن است رقیب او برای رسلمانیا هم باشد. سث رالینز سپس وارد رینگ شد و میز را طی یک مسابقه شکست داد و بعد از او فین بَلر هم آمد تا با میز مسابقه دهد که این کار او باعث ابهام در ذهن رالینز شد. د میزتوراژ (بو دالاس و کورتیس اکسل) به محض شروع مسابقه به بلر حمله‌ور شدند و باعث سلب صلاحیت میز شدند، و پس از آن هم اعضای بَلر کلاب یعنی لوک گالوز و کارل اندرسون به کمک بلر آمدند. انگل سپس اندرسون و گالوز و میزتوراژ را از کنار رینگ محروم کرد و اعلام کرد یا این مسابقه یک برنده خواهد داشت یا اینکه میز در رسلمانیا مسابقه‌ای نخواهد داشت. بلر سرانجام در این مسابقه، میز را شکست داد. سپس رالینز، میز را به یک مسابقه در رسلمانیا بر سر کمربند بین قاره‌ای به مبارزه طلبید. هفته بعد هر دو رالینز و بلر با میز رودرو شدند که منجر به انجام یک مسابقه دو به سه با آوانس بین رالینز و بلر، و د میز و میزتوراژ شد؛ که رالینز میز را پین کرد. سپس انگِل وارد شد و اعلام کرد که میز باید از کمربندش در رسلمانیا مقابل رالینز و بلر طی یک مسابقه تریپل ترت دفاع کند. هفته بعد در راو، میز میزبان بَلر و رالینز در میز تی‌وی بود که رالینز و بلر به میز حمله کردند و سپس رالینز به بلر حمله کرد. بعدتر در همان شب، آن دو با هم مسابقه دادند که بلر موفق شد با رُل-آپ کردن رالینز، او را پین کند و برنده مسابقه شود. در میز تی‌وی، میز و د میزتوراژ یک جدایی دروغین برای فریب رالینز و بلر به اجرا گذاشتند و سپس ناگهان به آن‌دو حمله‌ور شدند؛ رالینز و بلر بر این حمله غلبه کردند ولی پس از آن، بلر به رالینز هم حمله کرد.

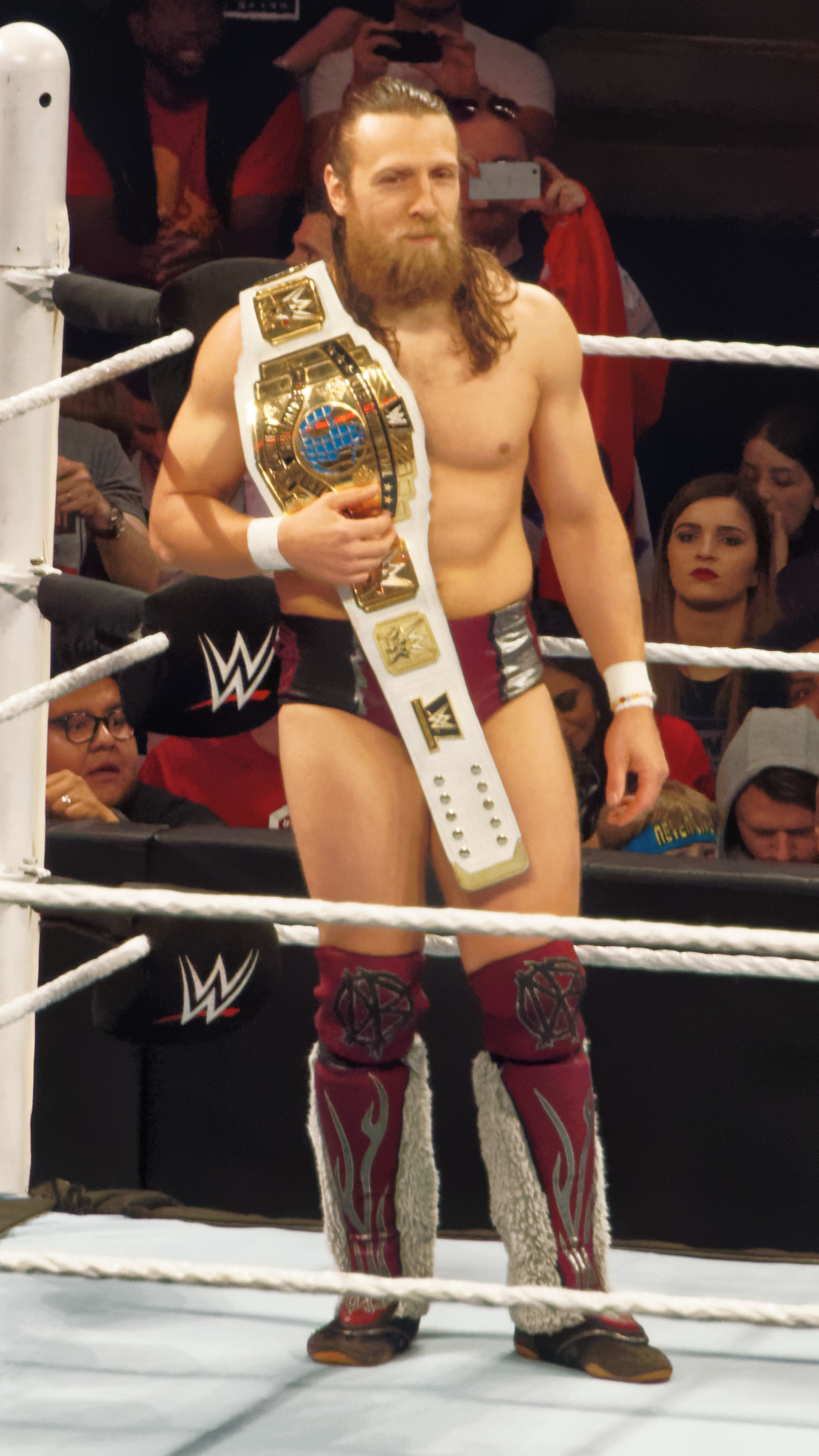
دنیل براین پس از دو سال در رسلمانیا ۳۴ به رینگ باز خواهد گشت و مسابقه خواهد داد. آخرین مسابقه او به آوریل ۲۰۱۵ بر می‌گردد که وی به دلیل مصدومیت مجبور به بازنشستگی شد، اما پس از بررسی‌های صورت گرفته و آزمایش‌های پزشکی، مشخص شد مشکلی برای مسابقه مجدد ندارد.

در کل تابستان ۲۰۱۷، کوین اونز با مدیر اسمک‌داون یعنی شین مک‌ماهون دشمنی داشت؛ در هِل این اِ سِل و طی یک مسابقه هِل این اِ سِل، اونز به لطف دوست سابقش یعنی سمی زین برنده مسابقه شد تا پس از آن دوباره با زین متحد شود. زین در توضیح این کارش گفت که از اینکه حقش را به او نمی‌دادند ناامید شده و متوجه شده بود که اونز در تمام این مدت حرف حق را می‌زده‌است. اونز و زین به دشمنی خود با شین ادامه دادند و این درحالی بود که جنرال منیجر اسمک‌داون یعنی دنیل براین بنظر طرف آن‌ها را می‌گرفت. این دشمنی در فست‌لین و در مسابقه سیکس پک برای قهرمانی کمربند دبلیودبلیوئی که زین و اونز هم در آن حضور داشتند، به اوج خود رسید. شین یک بار از پین شدن حریف توسط اونز جلوگیری کرد و یک بار هم همین کار را با زین کرد و به‌نوعی باعث شد تا استایلز کمربند خود را حفظ کند. شین سپس اعلام کرد که غیبتی به‌مدت نامعلوم خواهد داشت ولی آخرین تصمیم خود را پیش از رفتن اعلام کرد و گفت زین و اونز در رسلمانیا ۳۴ به مصاف هم خواهند رفت. اونز و زین به طرزی خشن به شین حمله‌ور شدند. همچنین در اسمک‌داون هفته بعد، آن‌دو بعد از اینکه براین آن‌ها را به‌خاطر حمله به شین اخراج کرد، به او هم حمله کردند. پیش‌تر در همان قسمت، براین که در سال ۲۰۱۶ مجبور به بازنشستگی شده بود، اعلام کرد که از نظر سلامت جسمانی مشکلی ندارد و می‌تواند دوباره در رینگ دبلیودبلیوئی به رقابت بپردازد. در هفته بعد از آن، براین وارد شد و اعلام کرد که اونز و زین یک شانس دیگر برای ابقا شدن در اسمک‌داون خواهند داشت و آن شانس، مسابقه تگ تیم آنها مقابل شین و خود براین در رسلمانیا خواهد بود؛ ولی اگر آن مسابقه را ببازند، کماکان اخراجند.
در الیمینیشن چمبر سِزارو و شیمس از کمربندهای تگ تیم راو خود مقابل تایتوس ورلدواید (آپولو و تایتوس اونیل) دفاع کردند و همچنین در راو، مقابل د ریوایول (دش وایلدر و اسکات داوسن) در مسابقه‌ای که برای دادن شانس مسابقه به ریوایوال در رسلمانیا بود پیروز شدند. از آنجاییکه شیمس و سزارو عملاً همه تگ تیم‌های حاضر در راو را شکست داده بودند، یک مبارزه طلبیدند؛ با هر تیمی که حاضر است مسابقه دهد. در راو ۱۲ مارس، قرار شد که شیمس و سزارو مقابل د میزتوراژ (بو دالاس و کورتیس اکسل) قرار گیرند، ولی قبل از اینکه این مسابقه شروع شود، همه تگ تیم‌های راو (د ریوایول، تایتوس ورلدواید، لوک گالوز و کارل اندرسون و هیث اسلِیتر و راینو) ناگهان وارد و بشدت درگیر شدند. سزارو و شیمس موفق به فرار شدند و در پشت صحنه با جنرال منیجر راو یعنی کرت انگِل رودررو شدند و از او خواستند که آن‌ها را به اسمک‌داون منتقل کند. انگل در عوض یک مسابقه بتل رویال در همان شب با حضور تیم‌های ذکر شده تنظیم کرد تا برنده در رسلمانیا مقابل سزارو و شمیس قرار گیرد. در حالیکه مسابقه می‌خواست شروع شود، ناگهان براون استرومن به درون رینگ حمله‌ور شد تا به عنوان یک شرکت‌کننده اعلام شود و پس از بیرون انداختن بسیاری از کشتی‌گیران، سرانجام با بیرون انداختن آخرین نفر یعنی کارل اندرسون، برنده این بتل رویال شد تا رقیب سوال‌برانگیز قهرمانان کمربندهای تگ تیم شود. هفته بعد در راو، انگل اعلام کرد که استرومن برای قهرمانی کمربندهای تگ تیم در رسلمانیا مسابقه خواهد داد به شرطی که یک هم‌تیمی برای خود پیدا کند. استرومن گفت که نیازی به هم‌تیمی ندارد ولی یکی خواهد داشت.
در فست‌لین، رندی اورتن با پیروزی در یک مسابقه تک نفره مقابل قهرمان کمربند ایالات متحده یعنی بابی رود، برای اولین بار قهرمان این کمربند شد و همچنین هجدهمین قهرمان گرَند اسلَم دبلیودبلیوئی شد یعنی کسی که در طول فعالیتش، قهرمان همه کمربندها شده‌است. در اسمکداون پس از فست‌لین، رود با اورتن رودررو شد و اعلام کرد که مسابقه مجدد خود با او را در رسلمانیا ۳۴ برگزار خواهد کرد. در آن شب، جیندر ماهال طی یک مسابقه تک نفره بر رود غلبه کرد و هفته بعدتر اعلام شد که مسابقه قهرمانی کمربند ایالات متحده در رسلمانیا یک مسابقه تریپل ترت خواهد بود، چرا که ماهال هم در این مسابقه حضور خواهد داشت. در قسمت ۲۷ مارس اسمک‌داون، ماهال با روسف تیم شد تا اورتن و رود را در یک مسابقه تگ تیم شکست دهند؛ در آن مسابقه اورتن به رود آرکِی‌اُ زد. در پشت صحنه، ماهال از روسف تشکر کرد و به او گفت که برای او یک صندلی در ردیف جلو در رسلمانیا رزِرو می‌کند تا به‌خوبی شاهد پیروزی او (ماهال) باشد ولی روسف که در مسابقه تگ تیم، قهرمان یعنی اورتن را پین کرده بود، خواهان اضافه شدن به مسابقه کمربند ایالات متحده شد؛ این اتفاق هم افتاد تا این مسابقه به یک مسابقه مرگبار چهارجانبه تبدیل شود.
قرار بود که در این دوره از رسلمانیا، یک مسابقه بَتِل رویال زنان برای یادبود دِ فابیولِس مولاه، کشتی‌گیر زن سالهای دور کمپانی، برگزار شود ولی پس از انتقاد شدید طرفداران و کارشناسان به این انتخاب، این نام حذف و به مسابقه بتل رویال زنان رسلمانیا تغییر یافت. د فابیولِس مولاه به اذعان بسیاری از کشتی‌گیران زن سابق کمپانی، متهم به معتاد کردن آن‌ها به مواد مخدر و همچنین مجبور کردن آنان به تن دادن به خواسته‌های غیراخلاقی و فاسد برخی ورزشکاران مرد بود. در پانزدهم مارس، پس از فشارها و انتقادات شدید، استفنی مک‌ماهون بیانیه‌ای صادر کرد و تغییر نام و همچنین حذف تندیس مولاه را اعلام کرد و از طرفداران دبلیودبلیوئی به خاطر تلاش برای شنیده شدن صدایشان سپاس‌گزاری کرد. براساس گزارشی از دِداِسپین، طرفداران از طریق ردیت با ارسال ایمیل‌های فراوان به شرکت مادرِ اسنیکرز یعنی مارس اینکورپوریتد، خواهان اعمال فشار این شرکت به دبلیودبلیوئی برای تغییر نام این مسابقه شدند. همچنین خود دِداِسپین و سایر رسانه‌های مشابه خواهان اعلام بیانیه‌ای از طرف شرکت مارس شدند که این شرکت هم با اعلام بیانیه‌ای، این نام را غیرقابل پذیرش خواند و ناامیدی خود را از دبلیودبلیوئی اظهار داشت. ۹۰ دقیقه بعد، دبلیودبلیوئی حذف این تندیس را اعلام کرد.
جان سینا که در الیمنیشن چمبر ناکام مانده بود در راو شب بعد از المینیشن چمبر آندرتیکر را به مبارزه در رسلمانیا طلبید؛ اما بلافاصله بعد از آن اعلام کرد که این برگزاری این مسابقه غیرممکن است. در راو بعد از فست لین جان سینا که از بدست آوردن کمربند دبیلو دبلیو ای ناکام مانده بود، دوباره آندرتیکر را به مبارزه طلبید و گفت که در رسلمانیا یا به عنوان تماشاگر می‌آید یا به عنوان حریف آندرتیکر. در راو هفته بعد از آن جان سینا به رینگ آمد و اعلام کرد که آندرتیکر هیچ پاسخی به چلنج او نداده‌است و از این جهت او تیکر را بزدل خطاب کرد. ناگهان کین وارد شد و حرکت پایانی خود، چک اسلم را روی سینا اجرا کرد و از رینگ خارج شد. در هفته بعد از آن سینا، کین را در یک مسابقه بدون رد صلاحیت شکست داد. بعد از مسابقه سینا در رینگ سخنرانی کرد و از آندرتیکر خواست که وارد شود و جواب چلنج او را بدهد، اما خبری از او نشد. سینا گفت که امیدوار است که در هفته بعدش یعنی آخرین هفته پیش از رسلمانیا، تیکر را ببیند. اما در هفته آخر راو قبل از رسلمنیا بازهم خبری از آندرتیکر نشد و جان سینا گفت که در رسلمنیا به عنوان تماشاگر می‌آید

## مسابقات ثبت شده
| #                                                                                                 | نتایج | نوع مسابقه                                                                    | مدت زمان |
| ------------------------------------------------------------------------------------------------- | --- | ----------------------------------------------------------------------------- | -------- |
| ۱پ                                                                                                | مت هاردی برنده با بیرون انداختن آخرین نفر یعنی بارون کوربین                                                                         | مسابقه بتل رویال ۳۰ نفره برای تندیس یادبود آندره د جاینت                      | ۱۵:۴۵    |
| ۲پ                                                                                                | سدریک الکساندر پیروزمصطفی علی | مسابقه فینال تورنمنت قهرمانی کمربند میان‌وزن دبلیودبلیوئی                      | ۱۲:۲۰    |
| ۳پ                                                                                                | نیومی برنده با بیرون انداختن آخرین نفر یعنی بیلی                                                                                    | مسابقه بتل رویال ۲۰ نفره برای تصاحب تندیس بتل رویال رسلمانیا زنان             | ۹:۵۰     |
| ۴                                                                                                 | سث رالینز پیروز مقابل د میز (c) و فین بَلر                                                                                           | مسابقه تریپل ترت برای قهرمانی کمربند بین قاره‌ای                               | ۱۵:۳۰    |
| ۵                                                                                                 | شارلوت فلر (c) پیروز مقابل آسکا با تسلیم کردن                                                                                       | مسابقه تک نفره برای قهرمانیکمربند زنان اسمک‌داون                               | ۱۳:۰۵    |
| ۶                                                                                                 | جیندر ماهال (با همراهی سونیل سینگ) پیروز مقابل رندی اورتن (c)، بابی رود و روسِف (با همراهی ایدن اینگلیش)                             | مسابقه مرگبار چهارجانبه برای قهرمانی کمربند ایالات متحده                      | ۸:۱۵     |
| ۷                                                                                                 | کرت انگل و راندا رَوزی پیروز مقابل تریپل اچ و استفنی مک‌ماهون با تسلیم                                                                | مسابقه تگ تیم ترکیبی                                                          | ۲۰:۴۰    |
| ۸                                                                                                 | د بلاجن برادرز (هارپر و روئن) پیروز مقابل د اوسوز (جیمی و جِی اوسو) (c) مقابل د نیو دی (بیگ ای، کوفی کینگستون)(با همراهی زیویر وودز) | مسابقه تگ تیم تریپل ترت برای قهرمانی کمربندهای تگ تیم اسمک‌داون                | ۵:۵۰     |
| ۹                                                                                                 | آندرتیکر پیروز مقابل جان سینا | مسابقه تک نفره                                                                | ۲:۴۵     |
| ۱۰                                                                                                | دنیل براین و شین مک‌ماهون پیروز مقابل کوین اونز و سمی زین با تسلیم                                                                   | مسابقه تگ تیم اگر اونز و زین برنده می‌شدند، دوباره در اسمک‌داون استخدام می‌شدند. | ۱۵:۲۵    |
| ۱۱                                                                                                | نایا جکس پیروز مقابل الکسا بلیس (c) (با همراهی میکی جیمز)                                                                           | مسابقه تک نفره برای قهرمانی کمربند زنان راو                                   | ۱۰:۱۵    |
| ۱۲                                                                                                | ای‌جی استایلز (c) پیروز مقابل شینسکه ناکامورا                                                                                        | مسابقه تک نفره برای قهرمانی کمربند دبلیودبلیوئی                               | ۲۰:۲۰    |
| ۱۳                                                                                                | براون استرومن و نیکولاس پیروز مقابل سِزارو و شیمس (c)                                                                                | مسابقه تگ تیم برای قهرمانی کمربندهای تگ تیم راو                               | ۴:۰۰     |
| ۱۴                                                                                                | براک لزنر (c) (با همراهی پل هیمن) پیروز مقابل رومن رینز                                                                             | مسابقه تک نفره برای قهرمانی کمربند یونیورسال دبلیودبلیوئی                     | ۱۵:۵۵    |
| - (c) – نشان‌دهنده قهرمان(هایی) است که به میدان می‌روند - پ – نشان‌دهنده این است که مسابقه در پری–شو | |                                                                               |          |

1. ↑  حذف شدگان در این بتل رویال:ایدن انگلیش، کانر، کورت هاوکینز، آر–تروث، پریمو کولون، مایک کنلیس، تایلر بریز، ویکتور، زک رایدر، کارل اندرسون، لوک گالوس، آپولو، شلتون بنجامین، راینو، دش ویلدر، اسکات داوسون، بو دالاس، کورتیس اکسل، سین کارا، فاندانگو، هیث اسلتر، چاد گیبل، تایتوس اونیل، گلداست، تای دلینجر، دولف زیگلر، کین، موجو راولی, بارون کوربین
2. ↑  حذف شدگان در این بتل رویال: کارملا، دانا بروک، مندی رز، سونیا دویل، کی‌ری سانه، لانا، کاویتا دوی، تاینارا کونتی، بیانسا بلیر، داکوتا کای، بکی لینچ، میکی جیمز، پیتون رویس، ناتالیا، لیو مورگان، روبی رایت، ساراه لوگان، ساشا بنکس، بی‌لی
3. ↑  نیکولاس تماشاگر ده ساله‌ای بود که استرومن او را از بین تماشاگران برگزید.

### تورنمنت قهرمانی کمربند بدون صاحب میان‌وزن دبلیودبلیوئی
|  | دور اول ۲۰۵ لایو (۱/۳۰/۱۸، ۲/۶/۱۸، ۲/۱۳/۱۸، ۲/۲۰/۱۸) | دور اول ۲۰۵ لایو (۱/۳۰/۱۸، ۲/۶/۱۸، ۲/۱۳/۱۸، ۲/۲۰/۱۸) | دور اول ۲۰۵ لایو (۱/۳۰/۱۸، ۲/۶/۱۸، ۲/۱۳/۱۸، ۲/۲۰/۱۸) |                |                | یک‌چهارم ۲۰۵ لایو (۲/۲۷/۱۸، ۳/۶/۱۸) | یک‌چهارم ۲۰۵ لایو (۲/۲۷/۱۸، ۳/۶/۱۸) | یک‌چهارم ۲۰۵ لایو (۲/۲۷/۱۸، ۳/۶/۱۸) |  |  | نیمه‌نهایی ۲۰۵ لایو (۳/۱۳/۱۸، ۳/۲۰/۱۸) | نیمه‌نهایی ۲۰۵ لایو (۳/۱۳/۱۸، ۳/۲۰/۱۸) | نیمه‌نهایی ۲۰۵ لایو (۳/۱۳/۱۸، ۳/۲۰/۱۸) |  |  | فینال رسلمانیا ۳۴ (۴/۸/۱۸) | فینال رسلمانیا ۳۴ (۴/۸/۱۸) | فینال رسلمانیا ۳۴ (۴/۸/۱۸) |  |
|  |                                                      |                                                      |                                                      |                |                |                                    |                                    |                                    |  |  |                                       |                                       |                                       |  |  |                            |                            |                            |  |
|  | ۱                                                    | سدریک الکساندر                                       | پین                                                  |                |                |                                    |                                    |                                    |  |  |                                       |                                       |                                       |  |  |                            |                            |                            |  |
|  | ۱                                                    | سدریک الکساندر                                       | پین                                                  |                |                |                                    |                                    |                                    |  |  |                                       |                                       |                                       |  |  |                            |                            |                            |  |
|  | ۱۶                                                   | گرَن متالیک                                           | ۹:۲۷                                                 |                |                |                                    |                                    |                                    |  |  |                                       |                                       |                                       |  |  |                            |                            |                            |  |
|  | ۱۶                                                   | گرَن متالیک                                           | ۹:۲۷                                                 |                | سدریک الکساندر | سدریک الکساندر                     | پین                                |                                    |  |  |                                       |                                       |                                       |  |  |                            |                            |                            |  |
|  |                                                      |                                                      |                                                      |                | سدریک الکساندر | سدریک الکساندر                     | پین                                |                                    |  |  |                                       |                                       |                                       |  |  |                            |                            |                            |  |
|  |                                                      |                                                      | تی‌جِی‌پی                                               | تی‌جِی‌پی         | ۱۷:۲۱          |                                    |                                    |                                    |  |  |                                       |                                       |                                       |  |  |                            |                            |                            |  |
|  | ۸                                                    | تایلر بیت                                            | تی‌جِی‌پی                                               | تی‌جِی‌پی         | ۱۷:۲۱          | پین                                |                                    |                                    |  |  |                                       |                                       |                                       |  |  |                            |                            |                            |  |
|  | ۸                                                    | تایلر بیت                                            |                                                      |                |                |                                    |                                    |                                    |  |  |                                       |                                       |                                       |  |  |                            |                            |                            |  |
|  | ۹                                                    | تی‌جِی‌پی                                               | ۱۴:۳۱                                                |                |                |                                    |                                    |                                    |  |  |                                       |                                       |                                       |  |  |                            |                            |                            |  |
|  | ۹                                                    | تی‌جِی‌پی                                               | ۱۴:۳۱                                                |                | سدریک الکساندر | سدریک الکساندر                     | پین                                |                                    |  |  |                                       |                                       |                                       |  |  |                            |                            |                            |  |
|  |                                                      |                                                      |                                                      |                |                |                                    |                                    |                                    |  |  |                                       |                                       |                                       |  |  |                            |                            |                            |  |
|  |                                                      |                                                      | رادریک استرانگ                                       | رادریک استرانگ | ۱۴:۵۴          |                                    |                                    |                                    |  |  |                                       |                                       |                                       |  |  |                            |                            |                            |  |
|  | ۵                                                    | کالیستو                                              | رادریک استرانگ                                       | رادریک استرانگ | ۱۴:۵۴          | پین                                |                                    |                                    |  |  |                                       |                                       |                                       |  |  |                            |                            |                            |  |
|  | ۵                                                    | کالیستو                                              |                                                      |                |                |                                    |                                    |                                    |  |  |                                       |                                       |                                       |  |  |                            |                            |                            |  |
|  | ۱۲                                                   | لینس دورادو                                          | ۱۱:۳۷                                                |                |                |                                    |                                    |                                    |  |  |                                       |                                       |                                       |  |  |                            |                            |                            |  |
|  | ۱۲                                                   | لینس دورادو                                          | ۱۱:۳۷                                                |                | کالیستو        | کالیستو                            | ۱۱:۳۹                              |                                    |  |  |                                       |                                       |                                       |  |  |                            |                            |                            |  |
|  |                                                      |                                                      |                                                      |                | کالیستو        | کالیستو                            | ۱۱:۳۹                              |                                    |  |  |                                       |                                       |                                       |  |  |                            |                            |                            |  |
|  |                                                      |                                                      | رادریک استرانگ                                       | رادریک استرانگ | پین            |                                    |                                    |                                    |  |  |                                       |                                       |                                       |  |  |                            |                            |                            |  |
|  | ۴                                                    | هیدیو ایتامی                                         | رادریک استرانگ                                       | رادریک استرانگ | پین            | ۱۷:۰۴                              |                                    |                                    |  |  |                                       |                                       |                                       |  |  |                            |                            |                            |  |
|  | ۴                                                    | هیدیو ایتامی                                         |                                                      |                |                |                                    |                                    |                                    |  |  |                                       |                                       |                                       |  |  |                            |                            |                            |  |
|  | ۱۳                                                   | رادریک استرانگ                                       | پین                                                  |                |                |                                    |                                    |                                    |  |  |                                       |                                       |                                       |  |  |                            |                            |                            |  |
|  | ۱۳                                                   | رادریک استرانگ                                       | پین                                                  |                | سدریک الکساندر | سدریک الکساندر                     | Pin                                |                                    |  |  |                                       |                                       |                                       |  |  |                            |                            |                            |  |
|  |                                                      |                                                      |                                                      |                |                |                                    |                                    |                                    |  |  |                                       |                                       |                                       |  |  |                            |                            |                            |  |
|  |                                                      |                                                      | مصطفی علی                                            | مصطفی علی      | 12:20          |                                    |                                    |                                    |  |  |                                       |                                       |                                       |  |  |                            |                            |                            |  |
|  | ۶                                                    | مارک اندروز                                          | مصطفی علی                                            | مصطفی علی      | 12:20          | پین                                |                                    |                                    |  |  |                                       |                                       |                                       |  |  |                            |                            |                            |  |
|  | ۶                                                    | مارک اندروز                                          |                                                      |                |                |                                    |                                    |                                    |  |  |                                       |                                       |                                       |  |  |                            |                            |                            |  |
|  | ۱۱                                                   | آکیرا توزاوا                                         | ۱۲:۲۸                                                |                |                |                                    |                                    |                                    |  |  |                                       |                                       |                                       |  |  |                            |                            |                            |  |
|  | ۱۱                                                   | آکیرا توزاوا                                         | ۱۲:۲۸                                                |                | مارک اندروز    | مارک اندروز                        | ۱۲:۱۰                              |                                    |  |  |                                       |                                       |                                       |  |  |                            |                            |                            |  |
|  |                                                      |                                                      |                                                      |                | مارک اندروز    | مارک اندروز                        | ۱۲:۱۰                              |                                    |  |  |                                       |                                       |                                       |  |  |                            |                            |                            |  |
|  |                                                      |                                                      | درو گولاک                                            | درو گولاک      | تسلیم          |                                    |                                    |                                    |  |  |                                       |                                       |                                       |  |  |                            |                            |                            |  |
|  | ۳                                                    | تونی نیس                                             | درو گولاک                                            | درو گولاک      | تسلیم          | ۱۶:۱۰                              |                                    |                                    |  |  |                                       |                                       |                                       |  |  |                            |                            |                            |  |
|  | ۳                                                    | تونی نیس                                             |                                                      |                |                |                                    |                                    |                                    |  |  |                                       |                                       |                                       |  |  |                            |                            |                            |  |
|  | ۱۴                                                   | درو گولاک                                            | تسلیم                                                |                |                |                                    |                                    |                                    |  |  |                                       |                                       |                                       |  |  |                            |                            |                            |  |
|  | ۱۴                                                   | درو گولاک                                            | تسلیم                                                |                | درو گولاک      | درو گولاک                          | ۱۵:۲۷                              |                                    |  |  |                                       |                                       |                                       |  |  |                            |                            |                            |  |
|  |                                                      |                                                      |                                                      |                |                |                                    |                                    |                                    |  |  |                                       |                                       |                                       |  |  |                            |                            |                            |  |
|  |                                                      |                                                      | مصطفی علی                                            | مصطفی علی      | پین            |                                    |                                    |                                    |  |  |                                       |                                       |                                       |  |  |                            |                            |                            |  |
|  | ۷                                                    | مصطفی علی                                            | مصطفی علی                                            | مصطفی علی      | پین            | پین                                |                                    |                                    |  |  |                                       |                                       |                                       |  |  |                            |                            |                            |  |
|  | ۷                                                    | مصطفی علی                                            |                                                      |                |                |                                    |                                    |                                    |  |  |                                       |                                       |                                       |  |  |                            |                            |                            |  |
|  | ۱۰                                                   | جنتلمن جک گالهر                                      | ۱۷:۰۸                                                |                |                |                                    |                                    |                                    |  |  |                                       |                                       |                                       |  |  |                            |                            |                            |  |
|  | ۱۰                                                   | جنتلمن جک گالهر                                      | ۱۷:۰۸                                                |                | بادی مرفی      | بادی مرفی                          | ۱۱:۰۵                              |                                    |  |  |                                       |                                       |                                       |  |  |                            |                            |                            |  |
|  |                                                      |                                                      |                                                      |                | بادی مرفی      | بادی مرفی                          | ۱۱:۰۵                              |                                    |  |  |                                       |                                       |                                       |  |  |                            |                            |                            |  |
|  |                                                      |                                                      | مصطفی علی                                            | مصطفی علی      | پین            |                                    |                                    |                                    |  |  |                                       |                                       |                                       |  |  |                            |                            |                            |  |
|  | ۲                                                    | بادی مرفی                                            | مصطفی علی                                            | مصطفی علی      | پین            | پین                                |                                    |                                    |  |  |                                       |                                       |                                       |  |  |                            |                            |                            |  |
|  | ۲                                                    | بادی مرفی                                            |                                                      |                |                |                                    |                                    |                                    |  |  |                                       |                                       |                                       |  |  |                            |                            |                            |  |
|  | ۱۵                                                   | آریا داوری                                           | ۷:۴۶                                                 |                |                |                                    |                                    |                                    |  |  |                                       |                                       |                                       |  |  |                            |                            |                            |  |

## بازگشت آندرتیکر
آندرتیکر سال گذشته در رسلمنیا۳۳ با شکست مقابل رومن رینز کلاه و شنل خود را کف رینگ گذاشت و از استیج خارج شد که این به منزله خداحافظی و بازنشستگی او تلقی شد.
اما در شوهای راو پیش از رسلمنیا با توجه به صحبت‌های جان سینا و چلنج او،این امید در دل مردم زنده شد که آندرتیکر دوباره به رینگ مسابقات بازگردد.
اما از تیکر در شو راو خبری نشد و امید مردم تا حدود زیادی به یأس بدل شد.
اما در رسلمنیا پس از مسابقه سر کمربند زنان اسمکدون لایو یکی از داوران به جمع تماشاگران رفته و با صحبت‌هایی نامشخص جان سینا را ترغیب کرد که به استیج بیاید.
جان سینا به بک استیج رفت و چندی بعد وارد صحنه شد.پس از ورود او استادیوم تاریک شد.اما به جای آندرتیکر الایس وارد رینگ شد و شروع به آواز خواندن برای تحقیر جان سینا کرد.جان به جمع تماشاگران بازگشت،اما بعد از آن به طور ناگهانی به الایس حمله کرده و حرکت پایانی خود یعنی ای‌ای را روی او اجرا کرد.سپس با ناامیدی شروع به ترک سالن کرد که ناگهان دوباره استادیوم تاریک شد و اینبار شنل و کلاه آندرتیکر در رینگ ظاهر شد.بعد از آن سه آذرخش همزمان به کلاه و شنل برخورد کرده و آن را آتش زدند.سپس دوباره استیج تاریک شد و بعد از روشنایی کلاه و شنل ناپدید شده بود.
پس از آن آندرتیکر وارد شده و مسابقه بین او و سینا آغاز شد.اما این مسابقه برخلاف انتظار تماشاگران تنها سه دقیقه طول کشید و پس از آن آندرتیکر با پیروزی زودهنگام خود سالن را ترک گفت.آندر تیکر در پی پر ویو سوپر شو داوندر سال 2018 بازگشت. در نهایت دو سال بعد این اسطوره بازنشسته شد و از دنیای کشتی کج خداحافظی غم انگیزی را به همراه داشت.

## بازخورد منتقدین
جَک د مندز نویسنده ایندیپندنت، گفت که رسلمانیا ۳۴ "ترکیبی از نمایش استعداد، سردرگمی و ناامیدی" بود. مسابقه کمربند بین قاره‌ای "فوق‌العاده" و "پر تنش" بود، مسابقه کمربند دبلیودبلیوئی دارای "حرکات چشم‌گیر" بود که منجر به یک "تبدیل شدن به چهره منفی(Heel Turn) به‌شکلی عالی" شد، "رَوزی در اولین مسابقه خود طوفان به‌پا کرد" و "دنیل براین هم بار دیگر رویای طرفداران را زنده کرد". مسابقه سینا-آندرتیکر تماشاگران را "گیج و سردرگم کرد و آنها احساس کردند که مسابقه به‌اندازه‌ای که باید می‌بود طول نکشید"، درحالیکه مسابقه اصلی "به کندی پیش می‌رفت" که "به‌شدت برخلاف ایجاد هیجان بود".
جاشوا نیدِلمن از نویسندگان واشینگتن پست نوشت که این رویداد "یکی از سرگرم‌کننده‌ترین رسلمانیاهای اخیر بود" به‌جز پایان "ناامید کننده" و "به‌شدت فاجعه‌بار" آن؛ کمااینکه "تماشاگران حاضر در نوآرلینز هم به صراحت اعلام کردند که این مسابقه‌ای نسیت که آنها می‌خواستند". ضمن اینکه مسابقه استایلز-ناکامورا "به طرزی غافلگیرانه و به حدی کند و آهسته بود که هیجان مورد نظر تنها در پایان مسابقه به چشم می‌خورد". همچنین مسابقه ترکیبی "از حد انتظار فراتر بود"، درحالیکه مسابقه کمربند ایالات متحده بخاطر پین شدن "روسفِ محبوب تماشاگران"، مورد توجه قرار نگرفت. در پایان هم نیدلمن به دنیل براین اشاره کرد و گفت: "او که شاید محبوب‌ترین کشتی‌گیر دهه اخیر است"، در طول مسابقه‌اش "کنترل تماشاگران را در دستان خود داشت".
دیو ملتزر نویسنده رسلینگ آبزِروِر اظهار داشت که مسابقه اصلی "خیلی فیزیکی و درگیرانه" بود ولی "تماشاگران بنظر به توپ‌های بادی که بین‌شان بود بیشتر از فرار از پین‌های رومن رینز واکنش نشان می‌دادند" و "حتی کمترین واکنش را هم نشان نمی‌دادند". از دید او این مسابقه "بیشتر برای این انجام شد تا او را بشدت خونین و مالین کننده تا شاید مردم با او همدردی کنند و او را به‌عنوان چهره(Babyface) جدید کمپانی بپذیرند". در مورد سایر مسابقات هم ملتزر به مسابقه زنان اشاره کرد که بنظرش "سریع انجام شد تا زود تمام شود" و این را یادآور شد که این مسابقه در واقع اولین مسابقه از این نوع نبود و به‌نوعی قبل‌تر هم در سال ۲۰۰۹ انجام شده بود. مسابقه تریپل ترت کمربند بین قاره‌ای "سرتاسر تکاپو" بود و "احساس می‌کردی که هر سه نفر چهره مثبت هستند چون میز آنقدر که باید منفی می‌بود، آن را نشان نداد."مسابقه آسکا-شارلوت خیلی بی‌پرده و قوی بود و احساسات هم داشت و مسابقه راندا رَوزی همانطوری که از او انتظار میرفت تند و هجومی و قاطع بود".
تروی اِل. اسمیت نویسنده Cleveland.com نوشت: "از نظر من، مسابقه لزنر-رینز یکی جزو ۴ بدترین مسابقه از مسابقه‌های اصلی تاریخ رسلمانیا بود، چه از لحاظ ساخت و پیشبرد آن تا روز مسابقه، چه اجرای خود مسابقه و چه به‌خاطر پسایند فوری‌اش". سپس از بین چهار مسابقه‌ای که در ذهن داشت، مسابقه اصلی این سال را بدتر از سه‌تای دیگر دانست و علتش هم "بی‌ذوقی شدیدی بود که ایجاد کرد، و هرگز دیده نشده که تماشاگران اینچنین به مسابقه اصلی رسلمانیا بی‌علاقگی نشان دهند". اسمیت همچنین مسابقه اصلی را "بدترین مسابقه شب" خواند ولی در مقابل سایر مسابقات را "تا حد زیادی عالی" توصیف کرد.
وید کلر نویسنده Pro Wrestling Torch مسابقه لزنر-رینز را به‌سادگی، "فاجعه" خواند. کلر گفت: "تماشاگران خسته و بی‌علاقه" در طول این مسابقه فریادهای "سی‌ام پانک" و "کسل‌کننده" و "این افتضاحه!" سر می‌دادند. در مورد سایر مسابقات، استایلز-ناکامورا باتوجه به انتظارات "ناامید کننده" بود، مسابقه سینا-آندرتیکر "به مذاق تماشاگران خوش آمد"، مسابقه تگ ترکیبی "به همان خوبی پیش رفت که انتظار می‌رفت" و ناکامی آسکا در اجرای همه توانایی‌هایش پیش از باختن، این حس را متبادر می‌کرد که اعتماد وینس به او کاهش یافته است".

## موضوعات مرتبط
- فهرست قهرمانان کنونی دبلیودبلیوئی
- نوار شکست‌ناپذیری آندرتیکر در رسلمانیا